# Horst Buchholz

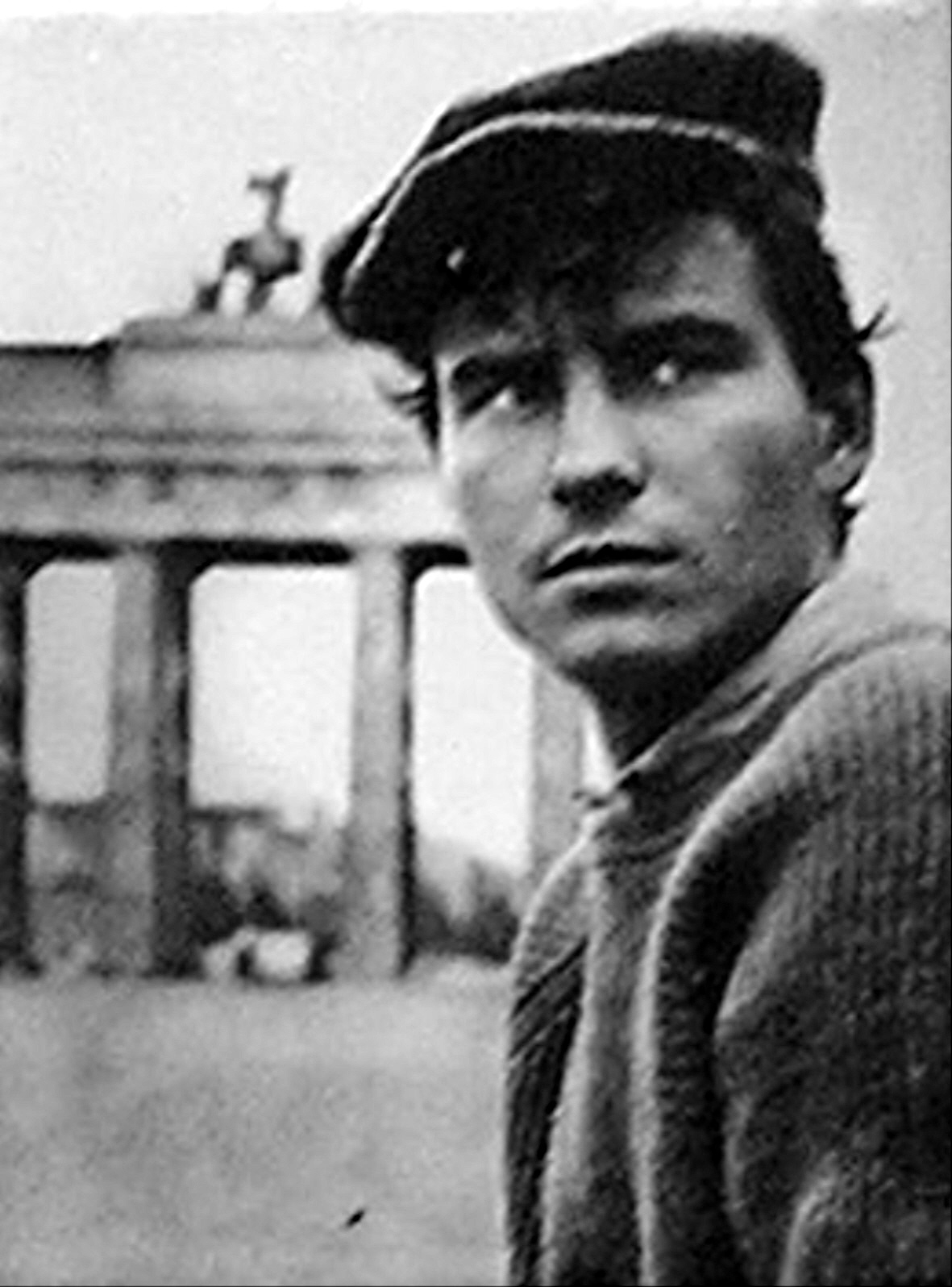
Horst Buchholz (1961) in: Eins, zwei, drei

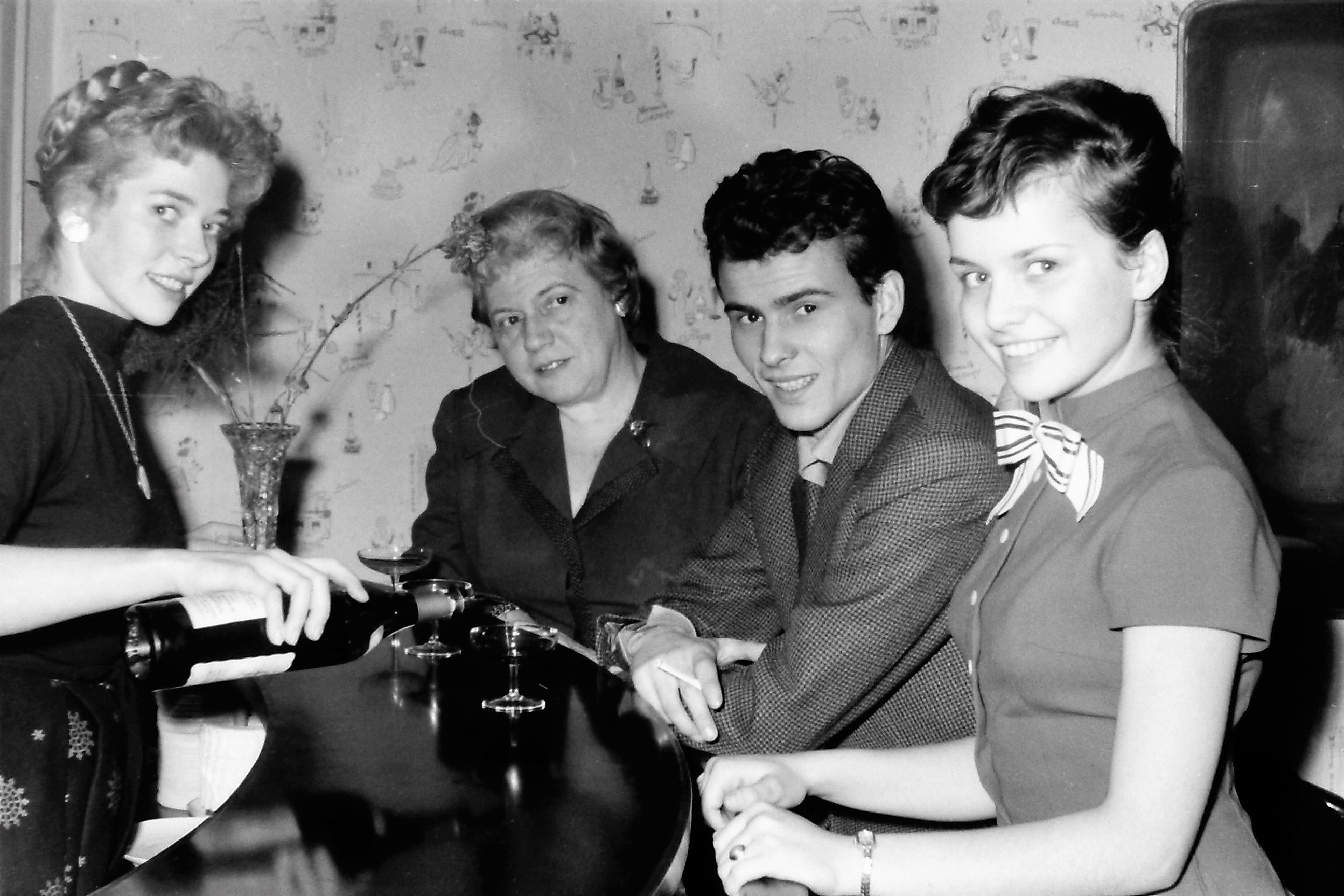
Horst Buchholz (1950er Jahre)

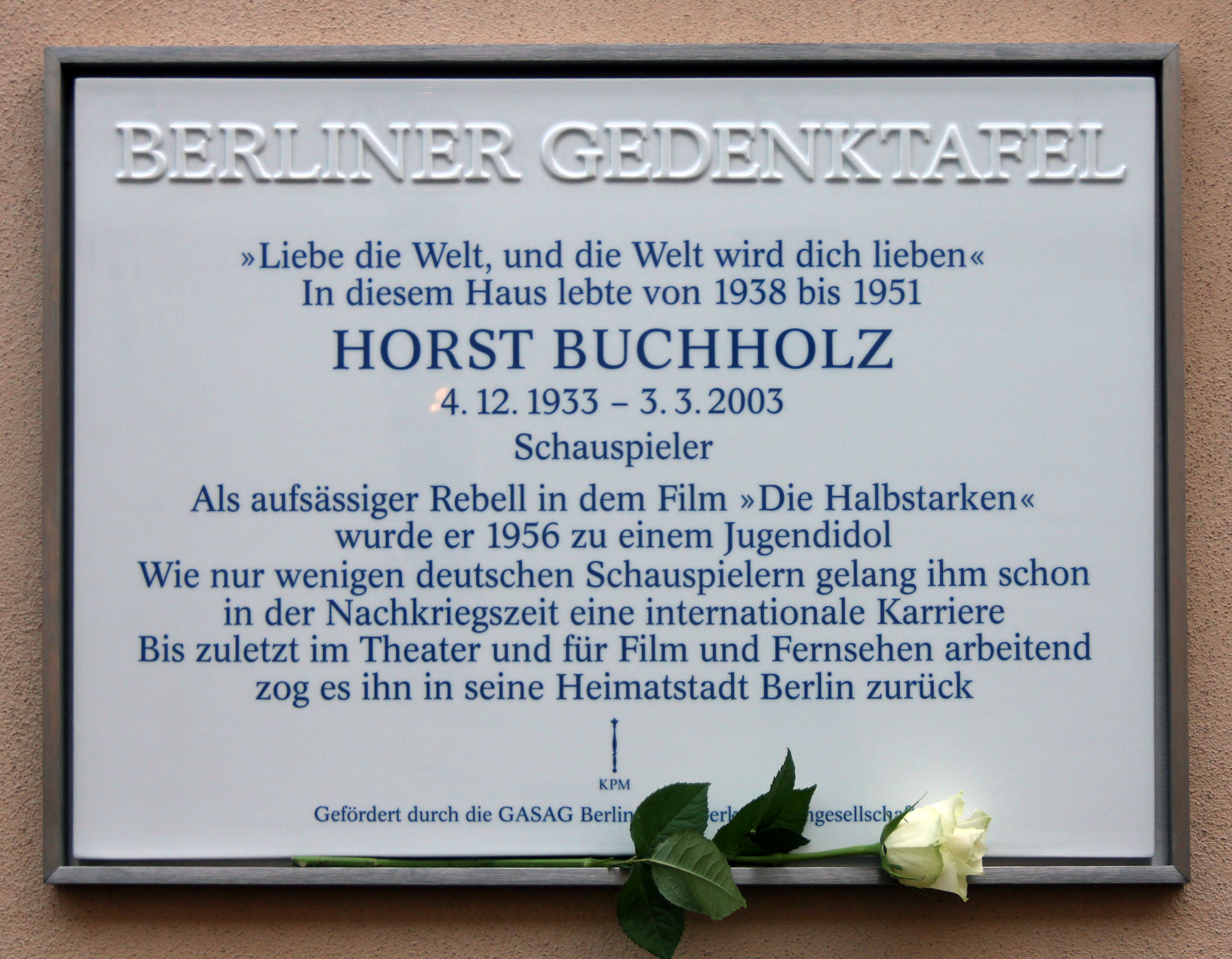
Berliner Gedenktafel am Haus Sodtkestraße 11 in Berlin-Prenzlauer Berg

Horst Werner Buchholz (* 4. Dezember 1933 in Berlin; † 3. März 2003 ebenda) war ein deutscher Schauspieler und Synchronsprecher.

## Leben
Horst Werner Buchholz wurde als Sohn von Maria Hasenkamp im Berliner Bezirk Neukölln geboren. Seinen leiblichen Vater lernte er nie kennen, angeblich soll dieser der Berliner Lehramtsstudent Werner Albert Rhode gewesen sein. Rhode war ein Enkel des Bildhauers Ernst Rietschel (1804–1861). Kurz nach seiner Geburt gab ihn die Mutter zu den Pflegeeltern Fritz und Anna Nowak in Neukölln. Den Namen Buchholz erhielt er 1938, als seine Mutter den Schuhmacher Hugo Buchholz heiratete und ihren Sohn wieder zu sich nahm. Die Familie wohnte danach im Berliner Arbeiterviertel Prenzlauer Berg, Buchholz selbst bis 1951. Im Jahr 1941 wurde seine Halbschwester Heidi geboren. Sie gab ihm den Spitznamen „Hotte“, den er bis zu seinem Tod behielt. Buchholz lernte früh, selbständig und unabhängig zu sein. Während des Zweiten Weltkrieges kam er 1943 in ein Kinderlandverschickungslager nach Schlesien, von wo er sich 1946 mit einem Freund zurück nach Berlin durchschlug.
Mit verschiedenen Jobs verdiente Buchholz in Berlin sein erstes Geld. Außerdem nahm er den Schulbesuch in der Schinkel-Realschule wieder auf, der während des Krieges unterbrochen werden musste. In einer Schulaufführung von Kabale und Liebe spielte er seine erste Theaterrolle. Es folgte ein Engagement als Kinderstatist in der Inszenierung des Dreimäderlhauses am Metropol-Theater, wo Buchholz am 14. April 1947 seine erste Sprechrolle in Kästners Stück Emil und die Detektive spielte. Am Hebbel-Theater folgte am 29. August 1948 die erste Hauptrolle in dem Stück Das Floß der Medusa von Georg Kaiser. Seither betätigte sich Buchholz in West-Berlin als Synchronsprecher für Spielfilme und an Hörspielen für den Sender RIAS. 1950 brach er die Schule ohne einen Abschluss ab, um sich ganz der Schauspielerei zu widmen. Der Grenzgänger zog 1951 zu seinen Pflegeeltern nach West-Berlin, wo er Schauspielunterricht bei Marlise Ludwig nahm. Bis 1955 war Buchholz an zahlreichen Bühnen zu sehen, so am Schlosspark Theater, am Schillertheater, am Renaissance-Theater, der Vaganten Bühne und an der Experimentierbühne des British Centre.
Sein Leinwanddebüt gab Buchholz 1952 als Komparse („Junger Mann am Funkturm“) in Die Spur führt nach Berlin, einem Film mit Irina Garden. Für seinen vierten Film Himmel ohne Sterne von Helmut Käutner wurde er 1956 mit dem Filmband in Silber als bester Nachwuchsdarsteller ausgezeichnet. Im selben Jahr gelang Horst Buchholz mit der Hauptrolle in Die Halbstarken an der Seite von Karin Baal der Durchbruch. Auch sein nächster Film, Endstation Liebe, wurde ein Erfolg und festigte seinen Ruf als „deutscher James Dean“. Die Figur des widerspenstigen Rebellen schien ihm geradezu auf den Leib geschneidert und machte ihn in Ost- und Westdeutschland zu einem Jugendidol. 1957 spielte er in dem Film Monpti die männliche Hauptrolle neben Romy Schneider.
1958 heiratete Buchholz die französische Schauspielerin Myriam Bru im Anschluss an die Dreharbeiten zu dem Film Auferstehung, in dem beide die Hauptrollen gespielt hatten. Für seine Darstellung der Titelrolle in der Thomas-Mann-Verfilmung Bekenntnisse des Hochstaplers Felix Krull erhielt er einen Bambi und erlangte durch sie auch internationale Bekanntheit. Nachdem er mit Nasser Asphalt einen weiteren Erfolg hatte feiern können, drehte er 1959 in London mit Tiger Bay seinen ersten internationalen Film und erhielt für seine Leistung von Kritikern großes Lob. Im selben Jahr hatte er auch sein Broadway-Debüt in dem Stück Cherie von Anita Loos.
1959 drehte er mit Das Totenschiff nach B. Traven seinen vorläufig letzten deutschen Film. Fortan war Buchholz, der sechs Sprachen fließend beherrschte, hauptsächlich in den USA, Frankreich, Italien sowie in Großbritannien tätig. 1960 und 1961 wirkte er in zwei Hollywood-Filmen mit. Er spielte eine der Hauptrollen in dem weltweit erfolgreichen Western Die glorreichen Sieben, bei dem John Sturges Regie führte, neben Yul Brynner, Steve McQueen, Charles Bronson und James Coburn. Des Weiteren war er in Eins, Zwei, Drei, einer Komödie von Billy Wilder über den Kalten Krieg zu sehen. Dieser Film erreichte nach dem Fall der Berliner Mauer Kultstatus.
1973 kehrte Buchholz für die Filmkomödie … aber Johnny! nach Deutschland zurück. In den Folgejahren arbeitete er vorwiegend für das Fernsehen. 1981 erhielt er eine eigene Fernsehsendung mit dem Titel Astro Show, die er gemeinsam mit der Astrologin Elizabeth Teissier moderierte. Nach fünf Folgen wurde die Sendereihe jedoch von Hans Peter Heinzl übernommen.
Bis zu seinem Tod spielte Buchholz in Berlin auch wieder Theater, so 1979 die Rolle des Conférenciers in dem Musical Cabaret am Theater des Westens. Danach war er 1984 in dem Justizdrama Die zwölf Geschworenen am Renaissance-Theater und 1986 in Die Geschäfte des Baron Laborde von Hermann Broch am Schillertheater (Berlin) zu sehen. Seine letzte große Kinorolle hatte er 1997 als deutscher Lagerarzt in Roberto Benignis Oscar-prämiertem Film Das Leben ist schön.

## Privates
Im Jahr 2000 sprach er in einem Interview mit der Bunten erstmals offiziell über seine Bisexualität, die er – wenn auch im Verborgenen – immer ausgelebt habe. In den 1950er Jahren war der Filmproduzent Wenzel Lüdecke sein Lebensgefährte.
Buchholz starb unerwartet 2003 an einer Lungenentzündung, die er sich nach der Operation eines Oberschenkelhalsbruchs zugezogen hatte. Die Trauerfeier zu seinen Ehren in der Berliner Gedächtniskirche wurde vom Sender n-tv live im Fernsehen übertragen. Die Beisetzung erfolgte auf dem Friedhof Heerstraße in Berlin-Westend. Auf Beschluss des Berliner Senats ist die letzte Ruhestätte von Horst Buchholz (Grablage: Feld I-Wald-2) seit 2010 als Ehrengrab des Landes Berlin gewidmet. Die Widmung gilt vorläufig für 20 Jahre, kann anschließend aber verlängert werden.
Aus der Ehe mit der von ihm zuletzt getrennt lebenden Schauspielerin Myriam Bru stammen zwei Kinder, Christopher (* 1962) und Beatrice, die inzwischen unter dem Namen Simran Kaur Khalsa als Sikh in Kalifornien lebt.

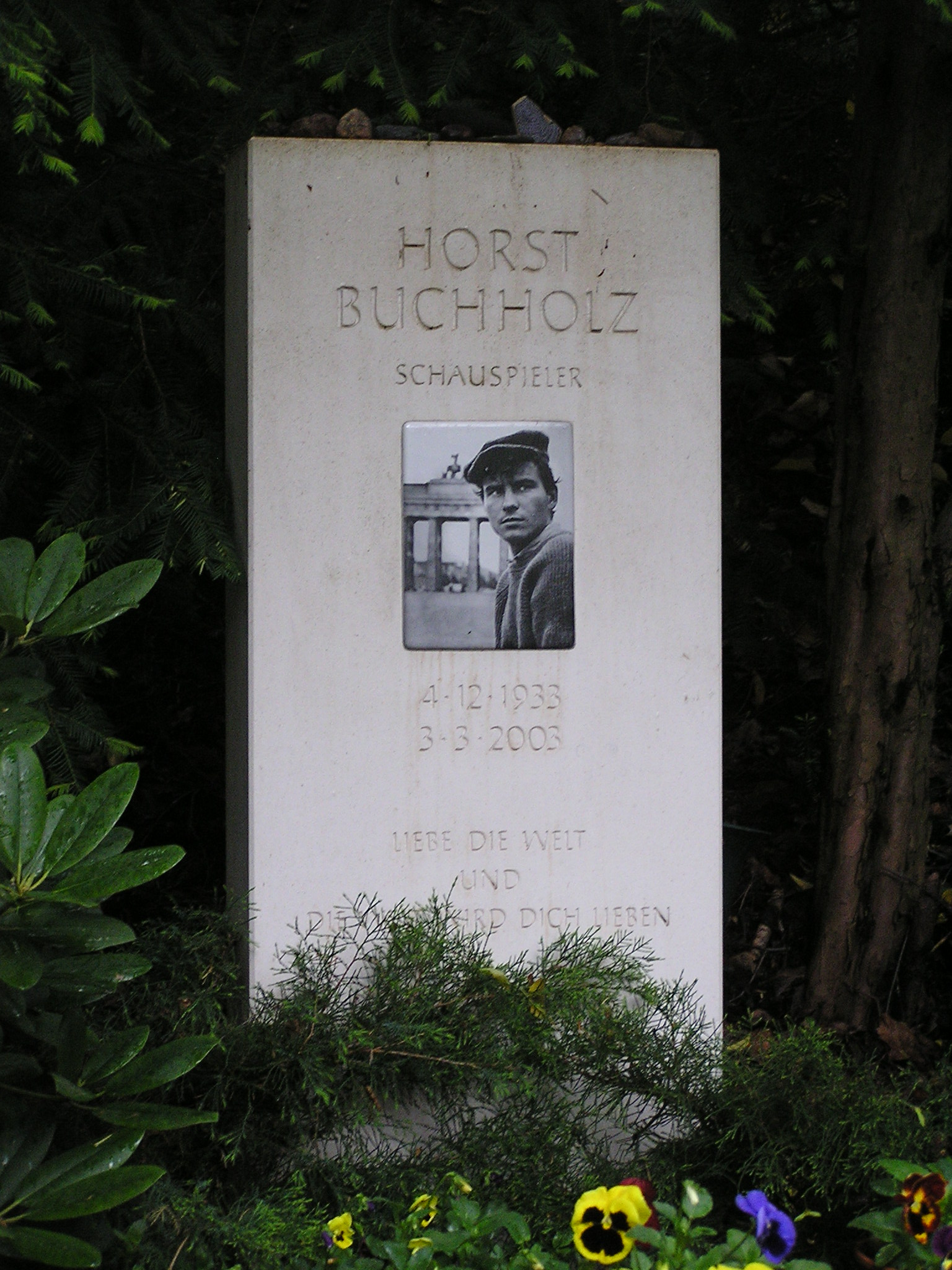
Grab von Horst Buchholz auf dem Waldfriedhof Heerstraße in Berlin

Zusammen mit ihrer Mutter verwirklichten die Kinder von Buchholz noch im Herbst 2003 seinen Wunsch einer Biografie, für die er selbst nicht mehr die Zeit gefunden hatte. Unter dem Titel Horst Buchholz – Sein Leben in Bildern brachten sie einen Bildband mit biografischen Anmerkungen heraus, der sein Lebenswerk würdigte. Sein Sohn Christopher, der ebenfalls als Schauspieler und Regisseur arbeitet, schuf mit der Dokumentation Horst Buchholz … mein Papa im Herbst 2005 eine filmische Hommage, die seinen Angaben zufolge auch das Verhältnis zu seinem Vater aufarbeitete.
Am 4. Dezember 2014 wurde an seinem ehemaligen Wohnort, Berlin-Prenzlauer Berg, Sodtkestraße 11, eine Berliner Gedenktafel enthüllt.

## Auszeichnungen
- 1956 Deutscher Filmpreis: Filmband in Silber (Bester Nachwuchsschauspieler) für Himmel ohne Sterne
- 1957 Bambi
- 1957 Silberner Bravo Otto
- 1958 Bambi
- 1958 Goldener Bravo Otto
- 1967 Silberner Bravo Otto
- 1985 Deutscher Filmpreis: Filmband in Gold (Darstellerische Leistung) für Wenn ich mich fürchte
- 2000 DIVA-Award

Buchholz war insgesamt 19 mal auf dem Titelbild der BRAVO und außerdem gab es 10 Poster von ihm.

## Filmografie (Auswahl)
- 1951: Sündige Grenze
- 1951: Warum? (Kurzfilm)
- 1952: Die Spur führt nach Berlin
- 1955: Marianne
- 1955: Die Schule der Väter (TV)
- 1955: Himmel ohne Sterne
- 1956: Regine
- 1956: Die Halbstarken
- 1957: Herrscher ohne Krone
- 1957: Robinson soll nicht sterben
- 1957: Endstation Liebe
- 1957: Monpti
- 1957: Bekenntnisse des Hochstaplers Felix Krull
- 1957: Ein Stück vom Himmel
- 1958: Nasser Asphalt
- 1958: Auferstehung
- 1959: Tiger Bay
- 1959: Das Totenschiff
- 1960: Die glorreichen Sieben
- 1961: Fanny
- 1961: Eins, Zwei, Drei (One, Two, Three)
- 1963: Die Nackte (La noia)
- 1963: Neun Stunden zur Ewigkeit (Nine Hours to Rama)
- 1965: Unser Mann aus Istanbul (Operación Estambul)
- 1965: Im Reich des Kublai Khan (La fabuleuse aventure de Marco Polo)
- 1967: Jonny Banco – Geliebter Taugenichts (Johnny Banco)
- 1967: Cervantes – Der Abenteurer des Königs (Cervantes)
- 1968: Astragal
- 1969: Wo, wann, mit wem? (Come, quando, perche?)
- 1970: La colomba non deve volare
- 1971: Le Sauveur
- 1972: Der große Walzer (The Great Waltz)
- 1973: … aber Jonny!
- 1974: Lohngelder für Pittsville (The Catamount Killing) (TV)
- 1975/77: Frauenstation
- 1976: Das Superding (TV-Serie Derrick)
- 1976: Mörderbienen greifen an (The Savage Bees) (Fernsehfilm)
- 1977: …die keine Gnade kennen (Raid on Entebbe)
- 1977: Mit der Nacht kommt der Tod (No Such Thing As a Vampire; TV-Serie Dead of Night)
- 1978: Durch die Hölle nach Westen (How the West Was Won) (Fernsehfilm)
- 1978: Die Katze und der Kanarienvogel (The Cat and the Canary)
- 1978: Abenteuer in Atlantis (The Amazing Captain Nemo) (Fernsehfilm)
- 1978: Solo für Margarete (TV-Serie Derrick)
- 1978: Der große Karpfen Ferdinand und andere Weihnachtsgeschichten (TV)
- 1978: Drei Engel für Charlie (Charlie’s Angels; Folge: Ein Engel auf heißen Reifen)
- 1979: Nur drei kamen durch (Contro 4 bandiere)
- 1979: Victor Charlie ruft Lima Sierra (The French Atlantic Affair) (Fernseh-Miniserie)
- 1979: Kur in Travemünde (TV)
- 1979: Lawinenexpress (Avalanche Express)
- 1980: Auf einem Gutshof (TV-Serie Derrick)
- 1981: Berlin Tunnel 21 (TV)
- 1982: Aphrodite – Im Wendekreis der Begierde
- 1983: Sahara
- 1983: Die Tote in der Isar (TV-Serie Derrick)
- 1983: Liebe hat ihren Preis (TV-Serie Der Alte)
- 1983: Heidelinde Weis: Funkeln im Auge (TV)
- 1984: Wenn ich mich fürchte
- 1985: Codename: Emerald (Emerald)
- 1986: Die Fräulein von damals (TV)
- 1986: Im Feuer der Gefühle (Crossing) (TV-Dreiteiler)
- 1987: Der Schatz im Niemandsland (TV-Serie)
- 1988: Und die Geigen verstummen
- 1991: Bei Berührung Lebensgefahr (Chi tocca muore) (TV-Zweiteiler)
- 1991: Die Asse der stählernen Adler (Iron Eagle III)
- 1991: Die Löwen der Alhambra (Requiem por Granada)
- 1993: In weiter Ferne, so nah!
- 1993: Comeback in Kampen (TV-Serie Sylter Geschichten)
- 1994: Tödliches Erbe (TV)
- 1994: Prinzessin Fantaghirò IV
- 1995: Zwischen Liebe und Verrat – Der Clan der Anna Voss
- 1997: Der Feuervogel (Pták Ohnivák)
- 1997: Geisterstunde – Fahrstuhl ins Jenseits (TV)
- 1997: Das Leben ist schön (La vita è bella)
- 1998: Der kleine Unterschied (TV)
- 1998: Die Schreckensfahrt der Orion Star (Voyage of Terror)
- 1998: Mulan (Stimme des Vaters)
- 1999: Dunckel (TV)
- 1999: Minefield
- 2000: Geisterjäger John Sinclair, Folge 9 Der Gerechte
- 2000: Kinderraub in Rio – Eine Mutter schlägt zurück (TV)
- 2000: Heller als der Mond
- 2000: Klinikum Berlin Mitte – Leben in Bereitschaft (TV-Serie)
- 2001: Tödliche Formel (The Enemy)
- 2001: Der Club der grünen Witwen (TV)
- 2001: Traumfrau mit Verspätung (TV)
- 2002: In der Mitte eines Lebens (TV)
- 2002: Planet B: Detective Lovelorn und die Rache des Pharao
- 2002: Morgengrauen (TV-Serie Abschnitt 40)
- 2003: Atlantic Affairs (Sterne, die nie untergehen)

## Hörspiele (Auswahl)
- 1949: Peter Hagedorn: Die fünf Goldstücke – Regie: Hanns Korngiebel (Original-Hörspiel, Kurzhörspiel, Kriminalhörspiel – RIAS Berlin)
- 1952: Friedrich Forster / Waldfried Burggraf: Der Graue (Titelrolle) – Regie: Hanns Korngiebel (RIAS Berlin)
- 1953: Heinz Oskar Wuttig: Nachtstreife (Fritz Kruschwitz) – Regie: Peter Thomas (Originalhörspiel – RIAS Berlin)
- 1953: Manfred Hausmann: Abel mit der Mundharmonika (Titelrolle) – Regie: Peter Hamel (SWF)
- 1953/54: Hermann Krause: Die Arche Noack (Lutz) – Regie: Werner Oehlschläger (22 Folgen) (NWDR)
- 1955: Jean Anouilh: Cecile oder Die Schule der Väter – Regie: Leopold Lindtberg/Lothar Schluck/Friedrich Luft (RIAS Berlin)
- 1956: Heinz Oskar Wuttig: Der Nachtprinz (Titelrolle) – Regie: Curt Goetz-Pflug (SFB/HR)

## TV-Dokumentation
- Horst Buchholz … Mein Papa. Deutschland 2005 (90 Minuten), Regie: Christopher Buchholz und Sandra Hacker, Produktion: Say Cheese Productions, SWR, RBB, Arte, Presseheft (PDF; 139 kB), Trailer (MOV; 5,2 MB), Flyer (PDF).